# Syzygium grande
Syzygium grande là một loài thực vật có hoa trong Họ Đào kim nương. Loài này được (Wight) Walp. miêu tả khoa học đầu tiên năm 1843.